# Lago Max-Eyth
El lago Max-Eyth (en alemán: Max-Eyth See) es un lago artificial situado cerca de la ciudad de Stuttgart, en la región administrativa de Rems-Murr, en el estado de Baden-Württemberg (Alemania), a una elevación de 214 metros; tiene un área de 17.3 hectáreas. 

## Historia
Fue creado en 1935, llenando una antigua cantera y en la actualidad es oficialmente una reserva natural.